# Boryeong
Boryeong (보령시) ist eine Stadt an der Küste der südkoreanischen Provinz Chungcheongnam-do mit einer Fläche von 569 km² und einer Bevölkerung von 104.162 Einwohnern im Jahr 2019. 
Sie hat eine Eisenbahnstation an der Janghang-Linie, die sie über die Gyeongbu-Linie mit Südkoreas Hauptstadt Seoul verbindet. Es ist auch mit der Autobahnstrecke Seohaean verbunden.
Boryeong ist in Korea bekannt für seine Strände, insbesondere den Strand Daecheon, und sein jährliches Schlammfestival im Juli, das Schlammfestival Boryeong. Das Festival lockt jährlich 2 Millionen Besucher an. Der Strandschlamm der Stadt wird allgemein für seine kosmetischen Eigenschaften angepriesen. Wie überall an der Südwestküste der koreanischen Halbinsel gibt es zahlreiche kleine Inseln, von denen viele per Fähre mit dem Hafen von Daecheon verbunden sind. 

## Geschichte
1832, nach einer Seereise mit dem britischen Handelsschiff HMS Lord Amherst, betrat Karl Gützlaff am Nachmittag des 17. Juli 1832 als erster Deutscher die Insel Godae-do vor der Stadt, und er war damit der erste protestantische Missionar in diesem Land.
Boryeong erlangte 1995 mit der Fusion von Boryeong-gun und Daecheon-si seine heutigen Grenzen. Zuvor wurden die beiden Einheiten 1986 getrennt und waren zuvor bereits seit der Joseon-Dynastie unter dem Namen Boryeong-gun vereint.

## Infrastruktur
Über einen Bahnhof und mehrere Nationalstraßen ist die Stadt mit dem Rest des Landes verbunden.

## Städtepartnerschaften
- Qingpu, Volksrepublik China
- Shoreline, Vereinigte Staaten

## Söhne und Töchter der Stadt
- Park Jang-soon (* 1968), Ringer